# 佐藤伝兵衛

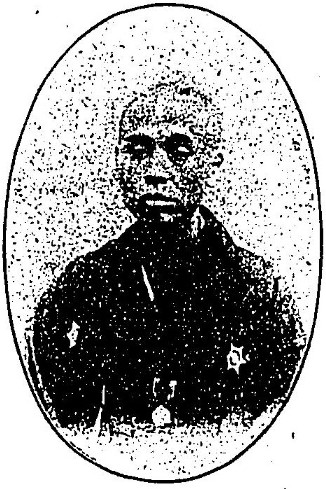
佐藤伝兵衛

9代 佐藤 伝兵衛（傳兵衞、さとう でんべえ、1854年1月13日（嘉永6年12月15日）- 1938年（昭和13年）8月11日）は、明治から昭和前期の大地主、実業家、政治家。貴族院多額納税者議員。旧姓・菅野。

## 経歴
陸奥国安達郡、後の福島県安達郡小浜村（小浜町、岩代町を経て現二本松市小浜）で菅野善右衛門の三男として生まれ、安積郡郡山村（郡山町を経て現郡山市）の商家、大地主・佐藤喜一郎の養子となる。
1884年（明治17年）7月、郡山村会議員に就任し、その後、郡山町会議員、所得税調査委員、安積郡会議員、郡山本町郵便局長、営業税調査委員などを務めた。
1918年（大正7年）9月29日、貴族院多額納税者議員に任じられ、研究会に所属して活動し1925年（大正14年）9月28日まで在任した。
実業界では、郡山絹糸紡績監査役、郡山電気取締役、大日本紡績（現ユニチカ）監査役、郡山土地建物監査役、郡山カーバイト監査役、郡山商業銀行頭取、伊勢銀呉服店社長などを務めた。